# Marianne Nordquist
Marianne Elisabet Alfhilda Vilhelmina Nordquist, född 7 maj 1869 i Hörby, död 23 december 1959 i Stockholm, var en svensk målare och konsthantverkare.
Hon var dotter till apotekaren Peter Magnus Nordquist och Elise Gustava Ljungberg. Nordquist studerade konst vid Tekniska skolan i Stockholm 1893-1895 och för Carl Wilhelmson, Anna Munthe-Norstedt och Gunnar G:son Wennerberg vid Valands målarskola 1906 samt som kommerskollegii stipendiat i Paris, Hamburg och Köpenhamn 1907. Separat ställde hon bland annat ut i Stockholm 1908 där hon visade upp läderarbeten och i Halmstad 1923. Hon medverkade i Parissalongen 1903, De Fries utställning i Stockholm 1904 samt i samlingsutställningar arrangerade av Konstföreningen för södra Sverige, hon var representerad i en svensk vandringsutställning i Amerika. Under åren 1899-1901 drev hon en konstskola i Göteborg där hon undervisade i porslinsmålning och läderkonsthantverk hon flyttade sedan verksamheten till Stockholms där hon drev den till 1917. Hennes konst består av blomsterstilleben, kopiering av äldre porträtt samt läderplastik.